# Tullah
Tullah – miasto w Australii, na Tasmanii.